# Paronim
Paronim (fr. z gr. παρά, para „obok, mimo”; όνυμα, onoma „imię”) – wyraz kojarzący się z innym ze względu na podobieństwo brzmienia, ale odmienny pod względem znaczeniowym. Paronimy bywają mylone w szybkich, spontanicznych konwersacjach, choć zjawisko paronimii bywa też wykorzystywane w celach artystycznych.
Paronimy muszą tworzyć co najmniej pary, ale można znaleźć także trójki, czwórki, a nawet dłuższe ich zbiory. Paronimy mają różne znaczenia i często również odmienne pochodzenie. Niecelowe użycie paronimu (zwłaszcza w przypadku wyrazów obcych) jest omyłką słowną, która nosi miano malapropizmu. 
Wyrazy tego typu występujące w dwóch (lub więcej niż dwóch) językach to tautonimy lub fałszywi przyjaciele tłumacza.

## Przykłady paronimów w języku polskim
- adaptować (przystosować, dostosować) i adoptować (przysposobić, dokonać adopcji dziecka)
- status (położenie, stan, pozycja) i statut (zbiór przepisów określających strukturę, zadania, zakres i sposób działania instytucji)
- apostrof (znak graficzny w kształcie przecinka nad linią) i apostrofa (figura retoryczna polegająca na bezpośrednim i uroczystym zwróceniu się do kogoś lub czegoś)
- efektowny (zwracający na siebie uwagę), efektywny (skuteczny), efekciarski (powierzchowny, pozerski, szpanerski)
- peowiec (nauczyciel przysposobienia obronnego) i peowiak (członek Polskiej Organizacji Wojskowej)
- bynajmniej (wcale, zupełnie) i przynajmniej (choćby, chociaż, bodaj, co najmniej)
- wapń (pierwiastek chemiczny), wapień (skała osadowa) i wapno (różne związki wapnia używane jako spoiwo w budownictwie)
- woltomierz (przyrząd do pomiaru napięcia elektrycznego) i woltametr (urządzenie do pomiaru ładunku elektrycznego)
- stojan (zespół nieruchomych elementów maszyny lub mechanizmu, otaczających wirujący wokół stałej osi wirnik) i stojak (przyrząd służący do utrzymywania w pionie lub zawieszania innych przedmiotów)
- wirnik (element maszyny lub mechanizmu, który w czasie pracy wiruje wokół stałej osi) i wirówka (urządzenie, w którym wykorzystuje się lub bada działanie siły odśrodkowej na substancje wprawione w szybki ruch obrotowy)
- tyrystor (element półprzewodnikowy) i tyratron (gazowana lampa prostownicza)
- optyczny (związany ze światłem), apteczny (związany z farmakologią), apetyczny (budzący pożądanie)
- hospitalizacja (umieszczenie pacjenta w szpitalu; okres, w czasie którego pacjent przebywa w szpitalu) i hospitacja (uczestniczenie władz szkolnych, nauczycieli i kandydatów na nauczycieli w zajęciach szkolnych w celu poznania i ulepszania środków nauczania)
- sanator (zwolennik, przedstawiciel sanacji) i senator (członek senatu)
- głoska (najmniejszy dźwięk mowy) i zgłoska (sylaba)
- reprezentacyjny (okazały, wystawny) i reprezentatywny (charakterystyczny, typowy)
- ułomek (ułamany kawałek, np. chleba czy ceramiki) i ułamek (termin matematyczny)
- żywnie (w zwrocie „robić bądź mówić, co się żywnie podoba”) i rzewnie (w zwrocie „płakać rzewnymi łzami”)
- batut (trampolina) i batuta (pałeczka dyrygenta)